# ندای کاتولو: سرزمین هدر رفته
ندای کاتولو: سرزمین هدر رفته (انگلیسی: Call of Cthulhu: The Wasted Land) یک بازی ویدئویی نقش‌آفرینی تاکتیکی تک‌نفره برای سکو‌های آی‌اواس، ویندوز و اندروید می‌باشد که توسط رد وسپ دیزاین توسعه و نشر پیدا کرده است.